# Юрлова, Дарья Владимировна
Дарья Владимировна Юрлова (эст. Darja Jurlova; 3 марта 1992, Нарва) — эстонская биатлонистка.

## Карьера
Дарья родилась в многодетной семье в Нарве. С раннего детства занималась лыжными гонками, с 13 лет — биатлоном. Начинала тренироваться со своей двоюродной сестрой. Её первым тренером по биатлону стал Евгений Вшивцев из спортшколы «Энергия» в Нарве. В юношеских возрастных группах постоянно одерживала победы.
На чемпионате Северных стран по биатлону среди юниоров в 2010 году Дарья Юрлова завоевала две золотые медали. В том же году она стала чемпионкой Эстонии по лыжам среди юниоров. Эти победы позволили ей получить титул лучшей молодой эстонской лыжницы 2010 года, присуждённый Союзом лыжного спорта Эстонии.
Выступления в соревнованиях для взрослых были невозможны по причине отсутствия эстонского гражданства, для получения которого необходимо было отказаться от гражданства Российской Федерации. Лишь по достижении восемнадцати лет Дарье удалось уладить бюрократические процедуры, и в декабре 2010 года она получила эстонский паспорт.
17 декабря 2010 года Дарья Юрлова дебютировала в международных соревнованиях среди взрослых: в спринтерской гонке этапа Кубка IBU в австрийском Обертиллиахе она заняла 40-е место. 8 января 2011 года в спринтерской гонке этапа Кубка мира в Оберхофе она показала 80-й результат.
В марте 2012 года Дарья приняла участие в Чемпионате мира по биатлону, проходившем в Рупольдинге (Германия). На дистанции 7,5 км она показала 44-й результат, а в соревнованиях на 15-километровой дистанции стала 63-й.
В 2014 году принимала участие на XXII зимних Олимпийских играх, где была в составе сборной Эстонии.
Завершила спортивную карьеру по окончании сезона 2014/15.
В мае 2015 года стала новым членом правления союза спорта Ида-Вирумаа от региона Нарвы и Нарва-Йыэсуу.